# 372 f.Kr.

## Händelser

### Efter plats

#### Grekland
- En jordbävning förstör Ellike och Bula på Peloponnesos.[1]
- Jason av Ferai, härskaren i Thessalien, allierar sig med Aten och därefter med Makedonien.

### Efter ämne

#### Idrott
- Troilos från Elis vinner två hästgrenar vid de olympiska spelen, vilket leder till att domare förbjuds delta i spelen.

## Födda
- Mencius, kinesisk filosof (död omkring 289 f.Kr.)